# Gianluigi Vittorio Castelli
Gianluigi Vittorio Castelli (Milano, 15 giugno 1954) è un dirigente d'azienda e informatico italiano che ha ricoperto il ruolo di Presidente del Consiglio di Amministrazione di Ferrovie dello Stato Italiane S.p.A. e di Presidente della Union internationale des chemins de fer.
Dirige il Devo LAB della SDA Bocconi.

## Biografia

### Istruzione
Laureato in fisica a indirizzo cibernetico presso l'Università degli Studi di Milano, inizia la sua carriera professionale nel settore dello sviluppo software e, in parallelo, avvia la carriera accademica.

### Carriera professionale
Dal 1978, per 18 anni, è in Etnoteam, realtà storica dell'Ict italiano, che lascia nel 1996 come Direttore della Divisione Sistemi.
Nello stesso periodo, è ricercatore presso il Dipartimento di Scienze dell'Informazione dell'Università degli studi di Milano, collaborando con il professor Giovanni Degli Antoni. In questo periodo promuove e guida numerosi progetti di ricerca e sviluppo di software di base nell'ambito dei programmi di ricerca Esprit IV ed Esprit V della Commissione Europea.
A maggio del 1996 si trasferisce in Infostrada con il ruolo di direttore informatico (CIO).
A giugno 1997 approda in Fiat Auto, come CIO dove guida la ricostituzione dell'organizzazione IT di Fiat Auto e importanti progetti nell'ambito della logistica, dei sistemi di produzione e di supporto all'internazionalizzazione. Coordina le organizzazioni IT di Fiat Auto in Brasile, Argentina e Polonia. Nel 2000 diventa amministratore delegato e direttore generale della società di servizi software del Gruppo Fiat (GSA).
Nel febbraio del 2001 si sposta in Omnitel (successivamente Vodafone Italia) come CIO; un anno dopo diventa direttore tecnico (CTO) con la responsabilità del programma di roll-out della rete 3G. Nel 2003 si trasferisce in UK e diventa Global IT Director di Vodafone, con la responsabilità del coordinamento di tutte le organizzazioni IT delle 19 società operative del gruppo nel mondo e guida il consolidamento dei data center europei e delle applicazioni di backoffice del gruppo.
Nell'agosto 2006 rientra in Italia e assume la guida, come Executive Vice President ICT, dell'IT di Eni dove consolida e razionalizza tutte le organizzazioni IT di divisione e di società del gruppo Eni in un'unica struttura di corporate, guida un grande programma di efficienza e rinnova l'intero parco applicativo, le infrastrutture e le facility realizzando il più grande cloud privato in Italia e il data center a più alta efficienza energetica al mondo (Eni Green Data Center). È anche consigliere di amministrazione di Eni AdFin.
Nel febbraio 2015 lascia Eni e fonda, all'interno della SDA Bocconi, il DEVO Lab, dedicato allo studio e ricerca dell'impatto delle tecnologie digitali sui modelli di business, sulle organizzazioni, sul conto economico e sul valore delle aziende. Il DEVO Lab raccoglie in pochi mesi 30 aziende quali Founding Member del laboratorio stesso, diventando il punto di riferimento in Italia per questi studi. È anche 'SDA Professor of Practice di Sistemi Informativi'.
In questo periodo è stato anche attivo in diverse start-up quale Presidente di Nozomi Networks SA, consigliere di amministrazione di Cynny S.p. A e consigliere di amministrazione della P&R Foundation. Ha operato come advisor per la strategia ICT di alcune grandi aziende nazionali e multinazionali.
Nel 2016 assume l'incarico di Direttore Centrale Innovazione e Sistemi Informativi del Gruppo FS, partecipando anche al lancio della piattaforma Nugo. Il 30 luglio 2018 assume il ruolo di Presidente del Consiglio di Amministrazione di Ferrovie dello Stato Italiane e lascia gli altri incarichi operativi nel Gruppo.

## Attività di ricerca
Le sue ricerche si concentrano su information systems, ICT transformation, digital transformation e information technology.
Ha pubblicato due libri sulla programmazione e oltre trenta articoli sulle metodologie per i software, sui linguaggi di programmazione, sulla progettazione di compilatori e di sistemi operativi.
Nel tempo è stato professore a contratto del Politecnico di Milano, Adjunct Professor del 'MIP' del Politecnico di Milano, Presidente dell'associazione di CIO Italiani CIO AICA Forum, Task Force Leader del Conseil de Cooperation Economique Europeenne (CCEE), ELIS Fellow, editor di IEEE Micro e membro di diversi comitati internazionali di standardizzazione.

### Pubblicazioni

#### Volumi e contributi in volume
- G. Castelli, F. De Cindio, C. Simone, Programmare in Pascal, Zanichelli Editore, 1985
- G. Castelli, G. Gazzano, MS-DOS per esempi, Supernova Editrice, 1985
- A cura di M. Maiocchi, Teoria e applicazione delle macchine calcolatrici, Casa Editrice Ambrosiana, 1984
- Kernighan-Pike,  Il sistema operativo Unix, Zanichelli Editore, (Revisione scientifica) (1988)

#### Articoli
- G. Castelli, I! linguaggio Pascal nella letteratura, Note di Software n. 5
- G. Castelli, Implementazione di linguaggi in FORTRAN: ii caso di Modula, Convegno ACM/AICA sull'Ingegneria del Software, Torino, maggio 1978, e Note di Software n. 6/7
- G. Castelli, M. Maiocchi, Analisi preliminare di alcuni compilatori Pascal per il loro trasporto sul Livello 62, Internal Report Istituto di Cibernetica, luglio 1978
- G. Castelli Alcuni linguaggi a confronto, Note di Software n. 12, ottobre/dicembre 1979
- G. Castelli, Pascal: dieci anni dopo, Uomini e Computer Come, maggio 1980
- G. Castelli, La storia di Ada: una storia inusuale, Sistemi • Automazione n. 210, dicembre 1980
- G. Castelli, Tratti salienti di Ada, Sistemi e Automazione n. 214, aprile 1981
- G. Castelli, Ada: un linguaggio per gli anni 80, Quaderni di Informatica, n.16, 1981
- G. Castelli, M. Fiorentini, Compilers Portability through Intermediate Data Structures, Note di Software 19/20
- G. Castelli, F. De Cindio, G. De Michelis, C. Simone, The GCP Language: First Draft Report, Internal Report Dipartimento di Scienze dell'Informazione, luglio 1984
- G. Castelli, F. De Cindio, G. De Michelis, C. Simone, The GCP Language and Its Implementation in Languages for Automation editor Shi-Kuo Chang, Plenum Pub. Co., New York, 1985
- G. Castelli, U. Passalacqua, C. Simone, The GCP Environment for Distributed Applications, Intemal Report Dipartimento di Scienze dell'Informazione, settembre 1984
- G. Castelli, Software Development Environments for Massively Parallel Systems, in Future Generation Computer Systems, Elsevier, pp. 249–256, 1994
- G. Castelli, G. Ragazzini, EOS: Adapting the Operating System to Application Architectures, in Real Time Magazine, RTOS Issue 2, marzo 1995
- G. Castelli, M. Fiorentini, The EOS Operating System, IEEE Micro, aprile 1995
- G. Castelli, The Seemingly Unlimited Market for Microcontroller-Based Embedded Systems, IEEE Micro, aprile 1995

## Premi
Ha ricevuto i seguenti principali premi:
- European Commission Information Technology European Award ITEA'95 (1995);
- EUCIP Best Italian CIO (2009);
- Oracle Excellence Award – CIO of the Year EMEA (2013).